# U 78 (U-Boot, 1916)
U 78 war ein diesel-elektrisches Minen-U-Boot des Kriegsauftrags „E“ der deutschen Kaiserlichen Marine. Es kam im Ersten Weltkrieg zum Einsatz.

## Besonderheit der Bewaffnung und Motorisierung
Die Hauptaufgabe von U 78 war das Legen der Seeminen, von denen bis zu 38 Stück im Bootsinneren transportiert werden konnten. Sie wurden über zwei Auslassrohre im Bootsheck verlegt. Es handelte sich somit nicht primär um ein U-Boot für Torpedoangriffe. Es war verglichen mit anderen Hochsee-U-Booten relativ schwach motorisiert. Selbst die Überwassergeschwindigkeit blieb im einstelligen Bereich. Die Torpedobewaffnung diente lediglich zur Selbstverteidigung.

## Einsätze
U 78 lief am 27. Februar 1916 bei der Vulcan-Werft in Hamburg vom Stapel und wurde am 20. April 1916 in Dienst gestellt. Das U-Boot wurde im Juli 1916 der I. U-Boot-Flottille zugeordnet. Der Indienststellungs-Kommandant war Kapitänleutnant Otto Dröscher (20. April 1916 bis September 1917), der alle Versenkungen erzielte. Zuletzt wurde das Boot von Oberleutnant zur See Johann Vollbrecht (beim Untergang von U 78 gestorben) befehligt.
U 78 führte während des Ersten Weltkrieges 13 Operationen in der Nordsee und um die britischen Inseln durch. Dabei wurden 16 Handelsschiffe kriegführender Mächte und neutraler Staaten mit einer Gesamttonnage von 26.678 BRT sowie ein Kriegsschiff mit 810 BRT versenkt.
Das größte durch U 78 versenkte Schiff war der britische Frachter Kelvinia der Glasgow Steam Shipping Company. Das rund 5000 BRT große Schiff lief am 2. September 1916 auf eine von U 78 im Bristolkanal gelegte Mine. Alle Besatzungsmitglieder überlebten das Unglück. Die Kursk, ein 7.800 BRT großes russisches Passagierschiff der „Russian American Line“, lief am 13. Dezember 1916 in britischen Gewässern auf eine Mine von U 78, wurde jedoch nur beschädigt. Am 7. April 1917 sank das britische Minensuchboot Jason vor der Westküste Schottlands, ebenfalls durch eine Mine von U 78. Dabei kamen 25 Seeleute ums Leben.
Die skandinavischen Frachtschiffe Vidar (ca. 2.200 BRT) und Atle Jarl (ca. 1.250 BRT) wurden am 16. Juli bzw. 21. Oktober 1916 als Prisen beschlagnahmt.

## Verbleib
Zusammen mit drei weiteren U-Booten lief U 78 am 25. Oktober 1918 von Helgoland zu einer Feindfahrt aus. Nach gemeinsamer Eskorte durch Minenfelder wurde das Geleit am frühen Morgen des 27. Oktobers 1918 westlich von Dänemark aufgelöst und die vier U-Boote fuhren getrennt weiter. 

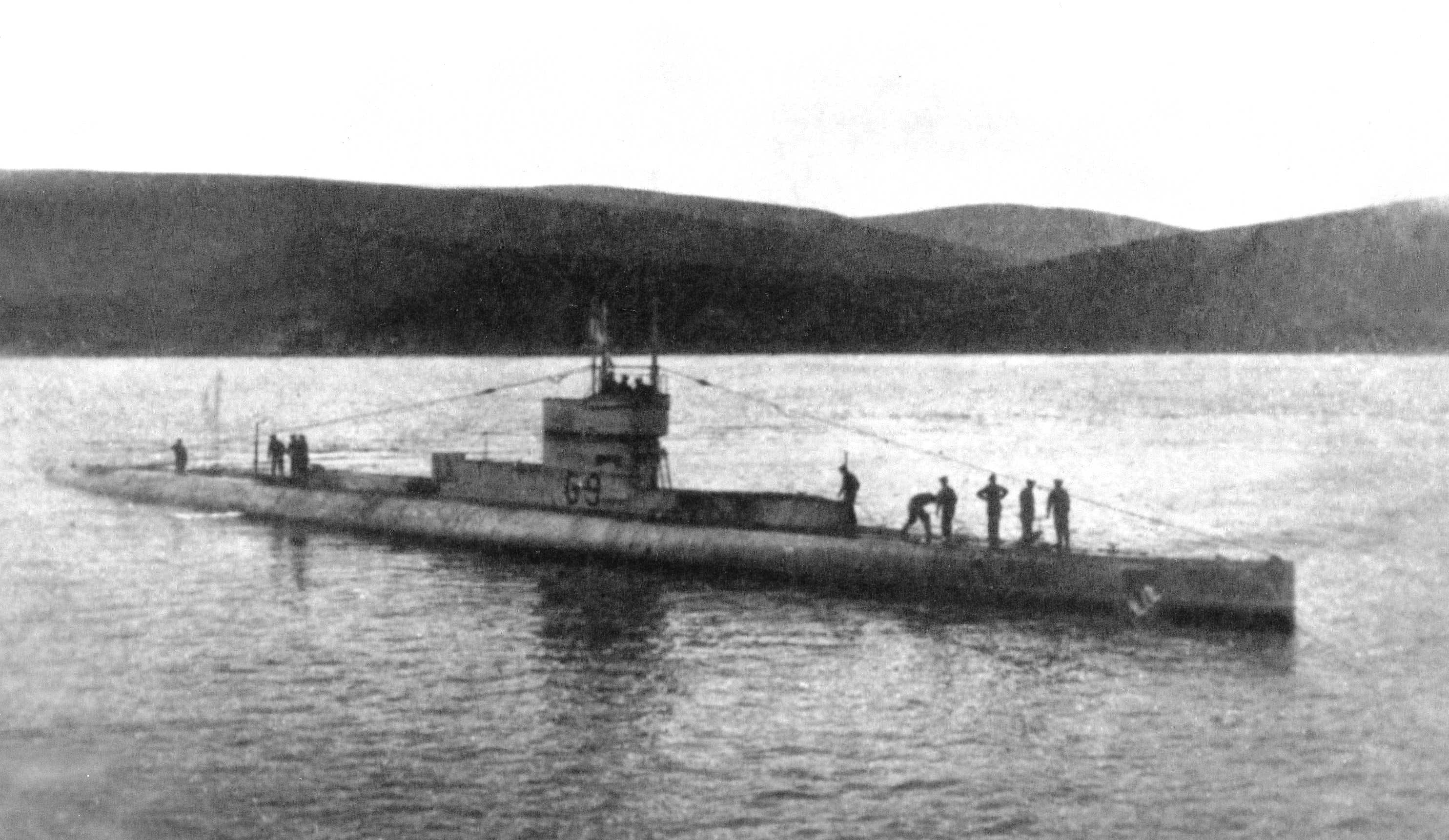
Britisches U-Boot der G-Klasse (hier: G9)

Noch in derselben Nacht empfing das Horchgerät des britischen U-Boots G2 auffällige Signale. Das deutsche U-Boot wurde entdeckt und ein Torpedo abgeschossen, durch den U 78 sank. Der Untergang ereignete sich etwa auf folgender Position inmitten der Nordsee 56° 2′ N, 5° 8′ O. Der Kommandant von G2 brach die Suche nach Überlebenden kurze Zeit später ergebnislos ab. Da er noch ein weiteres deutsches U-Boot in der Nähe vermutete, ließ er abtauchen und verließ den Untergangsort. Von den 40 deutschen U-Boot-Fahrern wurde niemand gerettet.
Ursprünglich wurde angenommen, der Angriff von G2 auf U 78 habe erst am 28. Oktober 1918 stattgefunden. Britische Aufzeichnungen zeigen jedoch, dass der Verlust schon am Vortag geschah. Dies deckt sich mit deutschen Quellen zu den vorherigen Schiffsbewegungen.
Das Wrack wurde im April 2015 vom dänischen Taucher Gert Normann Andersen entdeckt. Die Geschichte des Boots soll in einem neuen Museum im dänischen Thyborøn dargestellt werden. Das Wrack wird als Grabplatz angesehen und als solcher respektiert.